# Boorpaal

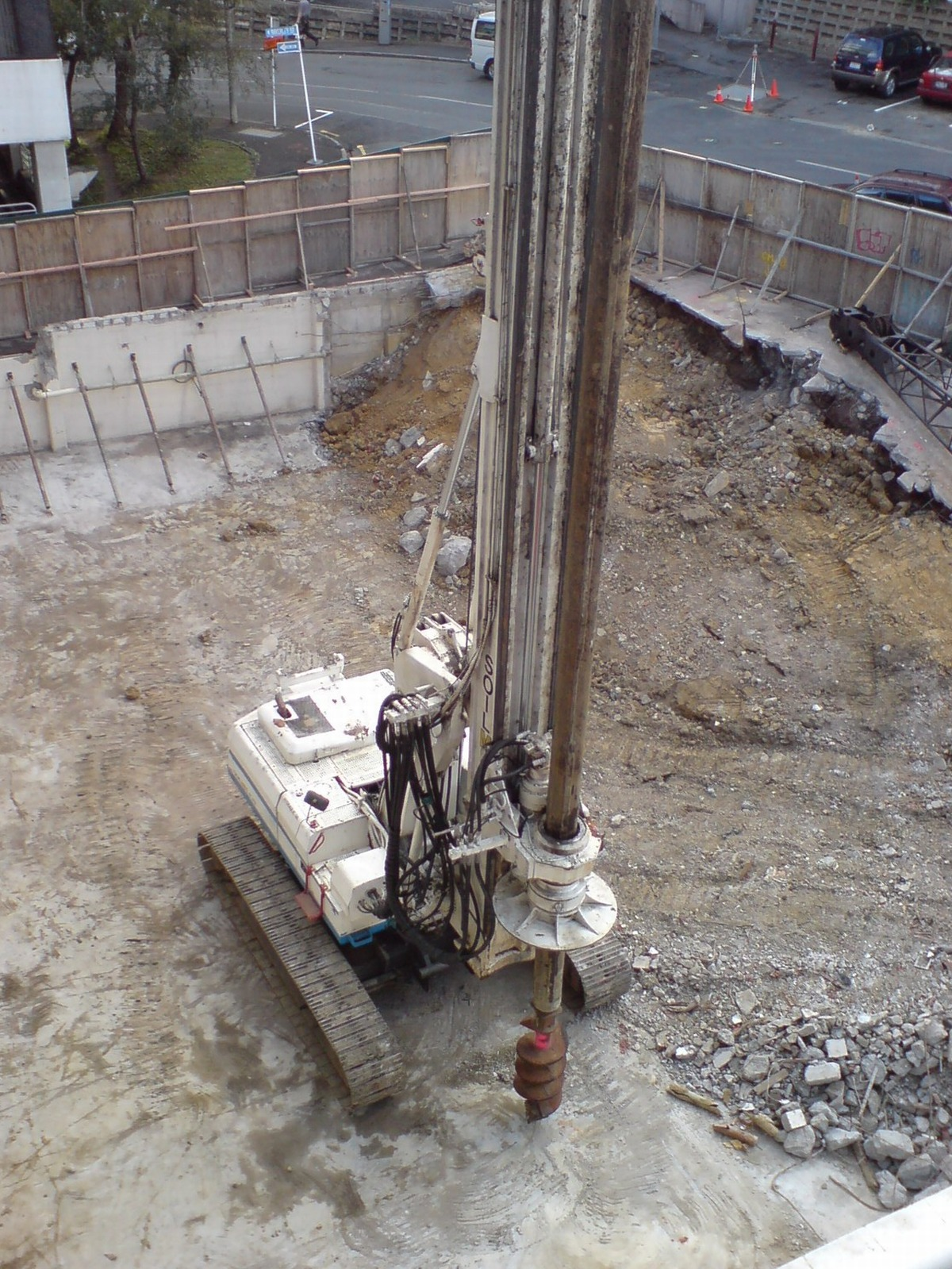
Avegaar voor boorpalen

Een boorpaal is een in de grond gevormde betonnen funderingspaal. De uitvoering van boorpalen verloopt nagenoeg trillings- en geluidsvrij, waardoor het mogelijk is om bijvoorbeeld in oude stadskernen en nabij ziekenhuizen te funderen. 
Een (schroef)boorpaal wordt geconstrueerd door met een gemotoriseerde grondboor of avegaar een gat in de grond te boren, binnen een verloren mantelbuis of waarbij het boorgat wordt gevuld met bentoniet als steunvloeistof. Als de gewenste diepte is bereikt wordt het bentoniet verdrongen door betonspecie die via een stortbuis of de holle as van de grondboor in het gat wordt gepompt. Indien gewenst kan wapening worden aangebracht.
In Nederland zijn er een aantal bedrijven die zich gespecialiseerd hebben in deze techniek. De bedenker hiervan is Jac Bouten (1930–2020) uit Nijmegen.